# مجموعه بناهای گوریه و کلگ
مجموعه بناهای گوریه و کلگ مربوط به دوره ساسانیان - دوران‌های تاریخی پس از اسلام است و در شهرستان ایوان، بخش زرنه، روستای سرتنگ علیا واقع شده و این اثر در تاریخ ۹ اردیبهشت ۱۳۸۲ با شمارهٔ ثبت ۸۴۶۳ به‌عنوان یکی از آثار ملی ایران به ثبت رسیده است.